# Farooq Leghari
Sardar Farooq Ahmad Khan Leghari (29 de maig de 1940 - 20 d'octubre de 2010) va ser el vuitè president de Pakistan, governant de novembre de 1993 a desembre de 1997. Va ser el primer president balutxi del seu país.
Va néixer en la ciutat de Choti Zareen, en una família que participava en la política des del període colonial. El seu pare i avi havien estat ministres abans del seu naixement. En 1993, va vèncer en les eleccions, derrotant a Wasim Sajjad. El novembre de 1996, va dimitir, la llavors primera ministra Benazir Bhutto, en un escàndol de corrupció.